# Sender Aalen
Der Sender Aalen ist ein Grundnetzsender des Südwestrundfunks (SWR) für Fernsehen und Hörfunk. Er befindet sich im Ostalbkreis östlich des Aalener Stadtteils Wasseralfingen auf der Erhebung Flexner südöstlich des Braunenbergs nahe der A 7 und grenznah zu Bayern in einer Höhenlage von 722 m ü. NN.

## Geschichte
Der Senderstandort wurde 1951 vom damaligen Süddeutschen Rundfunk (SDR) zur Ausstrahlung seines UKW-Hörfunkprogrammes erschlossen. Vorher gab es nur ein Hörfunkprogramm auf Mittelwelle, die neue Technik „UKW-Radio“ sollte mit dem Programm Südfunk II eingeführt werden. Als Antennenträger kam in den ersten Jahren ein Stahlgittermast mit einer Höhe von Höhe 40 m zum Einsatz, die aufgesetzte Rohrschlitzantenne hatte eine Länge von 20 m. Zur Ausstrahlung des ARD-Fernsehprogramms wurde ein neues Bauwerk notwendig, so dass von 1956 bis 1958 der heutige 80 m hohe Stahlbetonturm erbaut wurde, der mit dem aufgesetzten Antennenmast eine Gesamthöhe von 142 m erreichte.
Der ursprüngliche UKW-Sendeturm in unmittelbarer Nähe blieb erhalten, die Sendeantenne wurde im Jahre 1984 abgebaut. Er wird u. a. als Richtfunk-Mast verwendet.
Am 10. und 11. Juli 2008 wurde die vorhandene VHF-Band III-Fernsehantenne per Hubschrauber demontiert und eine neue Antennenanlage für DVB-T montiert. Da die neue digitale UHF-Fernsehantenne 3 m kürzer als die bisherige VHF-Antenne ist, reduzierte sich durch den Austausch die Höhe des Turms von 142 m auf 139 m. Mit Beginn der DVB-T-Ausstrahlung am 5. November 2008 wurde zeitgleich am Grundnetzsender Aalen und am Sender Heubach sowie an zahlreichen Umsetzerstandorten die analoge Fernsehverbreitung in Ostwürttemberg eingestellt.
Der Grundnetzsender Aalen ersetzt seit der Umstellung auf DVB-T2 neben dem Sender  Heubach auch die ehemaligen TV-Sendeanlagen an den Standorten Geislingen-Oberböhringen, Bad Mergentheim und Hesselberg in Bayern.

## Lage, Reichweite und Versorgungsgebiete
Der Standort befindet sich auf der schwäbischen Alb am höchsten Höhenzug des Braunenbergs in einer Höhenlage von 722 m ü. NN. und ist Luftlinie etwa 2 km von der Bundesautobahn 7 und nur rund 20 km von der bayrischen Landesgrenze entfernt. Der Sendeturm erreicht mit seinen 139 m Höhe am oberen Ende des Antennenmasts eine Gesamthöhe von über 861 m ü. NN.
Durch den topografisch sehr günstigen Standort wird die gesamte Region Ostwürttemberg, der Großraum Stuttgart, der Landkreis Göppingen, der Landkreis Schwäbisch Hall und der Landkreis Donau-Ries versorgt. Zudem werden große Teile vom Alb-Donau-Kreis, Mittelfranken, Schwaben (Bayern) und dem Allgäu versorgt. Auch in München, Nürnberg, Oberfranken und sogar in Rheinhessen ist ein Empfang aus Aalen möglich. Selbst in Österreich sind die Frequenzen in weiten Teilen von Tirol einschließlich Innsbruck empfangbar.
Aufgrund der Lage auf der schwäbischen Alb können vom Standort Aalen auch die österreichischen TV-Programme ORF 1 und ORF 2 über Kanal 24 (498 MHz) und das Schweizer TV-Programm SRF zwei über Kanal 41 (634 MHz) durch den vorhandenen Overspill vom Sender Pfänder frei per Antenne empfangen werden.
Insgesamt werden vom Grundnetzsender Aalen, abhängig von der Topografie, über 10 Millionen Einwohner im Luftlinienradius von teilweise über 300 km grenzüberschreitend mit TV- und Radio-Signalen versorgt.

## Frequenzen und Programme

### Analoger Hörfunk (UKW)
Beim Antennendiagramm sind im Falle gerichteter Strahlung die Hauptstrahlrichtungen in Grad angegeben.
| Frequenz (in MHz) | Programm               | RDS PS            | RDS PI                | Regionalisierung  | ERP (in kW) | Antennendiagramm rund (ND)/gerichtet (D) | Polarisation horizontal (H)/vertikal (V) |
| ----------------- | ---------------------- | ----------------- | --------------------- | ----------------- | ----------- | ---------------------------------------- | ---------------------------------------- |
| 95,1              | SWR1 Baden-Württemberg | SWR1_BW_          | D301                  | −                 | 50          | ND                                       | H                                        |
| 91,1              | SWR Kultur             | SWR_Kult          | D3A2                  | Baden-Württemberg | 50          | ND                                       | H                                        |
| 98,1              | SWR3                   | __SWR3__          | D3A3                  | Württemberg       | 50          | ND                                       | H                                        |
| 96,9              | SWR4 Baden-Württemberg | SWR4_UL_          | DE04                  | Schwaben Radio    | 5           | ND                                       | H                                        |
| 103,7             | Radio7                 | RADIO7__ RADIO_7_ | D40B (regional), D30B | Aalen             | 50          | ND                                       | H                                        |
| 107,1             | Radio Ton              | RadioTon RADIOTON | DD0D (regional), D70D | Ostwürttemberg    | 20          | D (70–20°)                               | H                                        |

### Digitaler Hörfunk (DAB+)
DAB+ wird in vertikaler Polarisation und im Gleichwellenbetrieb (SFN) mit anderen Sendern ausgestrahlt.
Bis 12. Januar 2012 wurden auf DAB-Kanal 12B die Radioprogramme des SWR gesendet. Aufgrund des Neustart des Digitalradio wurde ein Kanalwechsel vollzogen.
| Block                       | Programme (Datendienste) | ERP (kW) | Antennen- diagramm rund (ND), gerichtet (D) | Polarisation horizontal (H)/ vertikal (V) | Gleichwellennetz (SFN) |
| --------------------------- | --- | -------- | ------------------------------------------- | ----------------------------------------- | --- |
| 5C DRDeutschland (D__00188) | DAB+ Block der Media Broadcast: - Absolut relax (72 kbps) - Dlf (104 kbps) - Dlf Kultur (112 kbps) - Dlf Nova (104 kbps) - DRadio DokDeb (48 kbps) - Energy Digital (72 kbps) - ERF Plus (64 kbps) - Klassik Radio (72 kbps) - Radio Bob (72 kbps) - Radio Horeb (48 kbps) - Radio Schlagerparadies (64 kbps) - Schwarzwaldradio (64 kbps) - sunshine live (72 kbps) - DRadio Daten (32 kbps Daten) - EPG Deutschland (16 kbps Daten) - TPEG (16 kbps Daten) - TPEG_MM (16 kbps Daten) | 10       | ND                                          | V                                         | - Baden-Württemberg: Aalen, Baden-Baden (Fremersberg), Bad Mergentheim, Blauen, Brandenkopf, Donaueschingen, Feldberg im Schwarzwald, Freiburg (Vogtsburg-Totenkopf), Geislingen (Oberböhringen), Großerlach (Hohe Brach), Heidelberg (Königstuhl), Heilbronn (Schweinsberg), Hochrhein (Rickenbach), Hornisgrinde, Pforzheim (Schömberg-Langenbrand), Raichberg, Ravensburg (Höchsten), Reutlingen, Stuttgart (Frauenkopf), Ulm (Kuhberg) - Bayern: Amberg (Hirschau), Aschaffenburg (Pfaffenberg), Augsburg (Hotelturm), Bad Tölz (Gaißach), Bamberg (Geisberg), Büttelberg, Brotjacklriegel, Dillberg, Grünten, Herzogstand, Hochberg (Traunstein), Hoher Bogen, Inntal (Ebbs), Ingolstadt (Gelbelsee), Kreuzberg/Rhön, Landshut (Altdorf), München (Olympiaturm), Nennslingen (Büchelberg), Nürnberg, Oberammergau, Ochsenkopf, Passau, Pfänder, Pfaffenhofen, Pfarrkirchen, Pfronten, Regensburg (Hohe Linie), Unterringingen, Untersberg, Wendelstein (Bayrischzell), Würzburg (Frankenwarte) - Berlin: Berlin (Alexanderplatz), Berlin (Scholzplatz) - Brandenburg: Bad Belzig, Booßen, Brandenburg/Havel, Calau, Casekow, Cottbus, Eisenhüttenstadt, Petkus, Pritzwalk, Templin - Bremen: Bremen (Walle), Bremerhaven-Schiffdorf - Hamburg: Hamburg (Moorfleet), Hamburg (Heinrich-Hertz-Turm) - Hessen: Bad Hersfeld (Rimberg), Biedenkopf (Sackpfeife), Fulda (Hummelskopf), Frankfurt (Europaturm), Gelnhausen (Schnepfenkopf), Gießen (Dünsberg), Großer Feldberg, Hardberg, Hohe Wurzel, Hoher Meißner, Kassel (Habichtswald), Mainz-Kastel - Mecklenburg-Vorpommern: Garz (Rügen), Güstrow, Malchin, Neubrandenburg-Süd, Rostock (Toitenwinkel), Röbel, Schwerin (Zippendorf-Gr.Dreesch), Torgelow, Wismar/Rüggow, Züssow - Niedersachsen: Aurich-Popens, Braunschweig (Broitzem), Braunschweig (Drachenberg), Cuxhaven-Stadt, Dannenberg, Göttingen (Bovenden-Osterberg), Hannover (Telemax), Lingen, Lüneburg-Neu Wendhausen, Molbergen-Peheim, Osnabrück (Bramsche-Schleptruper Egge), Hildesheim (Sibbesse), Steinkimmen, Uelzen, Visselhövede, Wilhelmshaven - Nordrhein-Westfalen: Aachen (Karlshöhe), Bielefeld (Hünenburg), Bonn (Venusberg), Dortmund (Florianturm), Düsseldorf (Rheinturm), Eggegebirge, Herscheid, Hochsauerland (Hunau), Hürtgenwald-Großhau, Köln (Colonius), Langenberg, Lügde-Rischenau (Köterberg), Minden (Jakobsberg), Münster (Fernmeldeturm), Schöppingen, Siegen-Süd, Wesel - Rheinland-Pfalz: Bad Kreuznach (Schanzenkopf), Bad Marienberg (Westerwald), Bornberg, Daun (Eifel), Edenkoben (Kalmit), Heckenbach-Schöneberg (Ahrweiler), Idar-Oberstein, Kaiserslautern, Kettrichhof, Koblenz (Kühkopf), Trier (Petrisberg) - Saarland: Merzig-Merchingen, Saarbrücken (Schoksberg) - Sachsen: Chemnitz, Dresden, Geyer, Leipzig, Löbau, Neustadt, Oschatz, Schöneck, Zwickau Ost - Sachsen-Anhalt: Brocken, Burg, Dequede, Petersberg, Pettstädt (Weißenfels), Schneidlingen, Wittenberg - Schleswig-Holstein: Bungsberg, Flensburg, Heide, Helgoland, Hennstedt, Kiel (Kronshagen), Lübeck (Stockelsdorf), Schleswig, Niebüll (Süderlügum), Westerland (Sylt) - Thüringen: Bleßberg (Sonneberg), Erfurt-Hochheim, Gera, Inselsberg, Jena (Oßmaritz), Kulpenberg, Saalfeld (Remda), Lobenstein (Sieglitzberg), Weimar (Ettersberg) |
| 9B Antenne DE (D__00359)    | DAB-Block von Antenne Deutschland: - 80s80s (72 kbps) - 90s90s (72 kbps) - Absolut Bella (72 kbps) - Absolut Germany (72 kbps) - Absolut HOT (72 kbps) - Absolut Oldie (72 kbps) - Absolut TOP (72 kbps) - AIDAradio (72 kbps) - Ballermann Radio (72 kbps) - Beats Radio (72 kbps) - Brillux Radio (72 kbps) - Nostalgie (72 kbps) - Oldie Antenne (72 kbps) - RTL Radio (72 kbps) - Rock Antenne (72 kbps) - Toggo Radio (72 kbps)                                                   | 10       | ND                                          | V                                         | - Baden-Württemberg: Aalen, Baden-Baden (Fremersberg), Heidelberg (Königstuhl), Heilbronn (Schweinsberg), Pforzheim (Schömberg-Langenbrand), Stuttgart (Frauenkopf) - Hessen: Fulda (Hummelskopf), Frankfurt (Europaturm), Gelnhausen (Schnepfenkopf), Gießen (Dünsberg), Großer Feldberg, Hardberg, Kassel (Habichtswald), Mainz-Kastel - Nordrhein-Westfalen: Aachen (Karlshöhe), Bonn (Venusberg), Dortmund (Florianturm), Düsseldorf (Rheinturm), Herscheid, Köln (Colonius), Langenberg, Münster (Fernmeldeturm), Siegen-Süd, Wesel - Rheinland-Pfalz: Bornberg, Daun (Boverath), Koblenz (Kühkopf), Trier (Petrisberg) - Saarland: Saarbrücken (Schoksberg) |
| 9D SWR BW N (D__00234)      | DAB+ Block des SWR - SWR1 BW (112 kbps) - SWR Kultur (128 kbps) - SWR3 (Rheinland bis Bodensee) (112 kbps) - SWR4 HN (Studio Heilbronn) (112 kbps) - SWR4 KA (Studio Karlsruhe) (112 kbps) - SWR4 MA (Studio Mannheim) (112 kbps) - SWR4 S (Studio Stuttgart) (112 kbps) - SWR4 UL (Studio Ulm) (112 kbps) - SWR Aktuell (72 kbps) - DASDING (112 kbps) - EPG (24 kbps) - TPEG (16 kbps)                                                                                               | 10       | ND                                          | V                                         | Aalen, Baden-Baden (Merkur), Bad Mergentheim (Am Kettenwald), Buchen (Odenwald), Ettlingen (Wattkopf), Hardberg, Heidelberg (Königstuhl), Heidenheim-Osterholz, Heilbronn (Weinsberg), Herbrechtingen, Langenbrand, Mannheim-Oststadt, Mühlacker, Murgtal (Draberg), Geislingen (Oberböhringen), Schwäbisch Gmünd, Stuttgart (Fernsehturm), Stuttgart (Funkhaus), Waldenburg (Friedrichsberg), Wertheim |
| 11B OAS BW (D__00201)       | DAB+ Block der ON AIR support GmbH - Antenna BW (72 kbps) - Antenne 1 (72 kbps) - baden.fm (72 kbps) - bigFM (72 kbps) - Die Neue 107.7 (72 kbps) - die neue welle (72 kbps) - Energy Stuttgart (72 kbps) - Donau 3 FM (72 kbps) - egoFM (72 kbps) - Hitradio Ohr (72 kbps) - Radio 7 (72 kbps) - Radio Regenbogen (72 kbps) - Rock FM (72 kbps) - Das Neue Radio Seefunk (72 kbps) - Radio Teddy (72 kbps) - Radio Ton (72 kbps)                                                      | 10       | ND                                          | V                                         | Aalen, Alpirsbach, Bad Mergentheim, Baden-Baden (Merkur), Baiersbronn, Blauen, Brandenkopf, Donaueschingen, Freiburg (Schönberg), Forbach, Geislingen (Oberböhringen), Heidelberg (Königstuhl), Heilbronn (Schweinsberg), Hochrhein (Rickenbach), Hornisgrinde, Karlsruhe (Grünwettersbach), Kempten, Kreuzwertheim, Lahr (Schutterlindenberg), Langenburg, Mudau, Pfänder, Pforzheim (Langenbrand), Raichberg, Ravensburg (Höchsten), Reutlingen, Schramberg/Sulgen-Süd, Stuttgart (Frauenkopf), Tuttlingen (Witthoh), Ulm (Kuhberg) |

### Digitales Fernsehen (DVB-T2 HD)
Am 24. Oktober 2018 wurde der Regelbetrieb von DVB-T2 HD aufgenommen. Seitdem senden im DVB-T2-Standard die Programme der ARD (SWR-Mux) und ZDF im HEVC-Videokodierverfahren und in Full-HD-Auflösung. Private TV-Programme, wie RTL und ProSieben/Sat.1 werden vom Sender Aalen noch nicht ausgestrahlt. Der verantwortliche Netzbetreiber Media Broadcast, der die Privatsender über die kommerzielle Plattform freenet TV verschlüsselt verbreitet, verweist auf den noch laufenden Sendernetzausbau.
Die DVB-T2 HD-Ausstrahlungen sind im Gleichwellenbetrieb (Single Frequency Network) mit anderen Sendestandorten.
| Kanal | Frequenz (in MHz) | Multiplex          | Programme im Multiplex                                                                             | ERP (in kW) | Antennen- diagramm rund (ND)/ gerichtet (D) | Polari- sation horizontal (H)/ vertikal (V) | Modulations- verfahren | FEC | Guard- intervall | Bitrate (in MBit/s) | SFN                                                                                           |
| ----- | ----------------- | ------------------ | -------------------------------------------------------------------------------------------------- | ----------- | ------------------------------------------- | ------------------------------------------- | ---------------------- | --- | ---------------- | ------------------- | --------------------------------------------------------------------------------------------- |
| 23    | 490               | ZDFmobil           | - ZDF HD - ZDFneo HD - ZDFinfo HD - KiKA HD - 3sat HD                                              | 50          | ND                                          | H                                           | 64-QAM                 | 3/5 | 19/128           | 24,5                | Aalen, Stuttgart (Frauenkopf), Reutlingen (Scheibengipfel), Heilbronn (Weinsberg), Waldenburg |
| 28    | 530               | ARD regional (SWR) | - SWR Fernsehen BW HD - SWR Fernsehen RP HD - BR Fernsehen HD - hr-fernsehen HD - WDR Fernsehen HD | 50          | ND                                          | H                                           | 64-QAM                 | 3/5 | 19/256           | 24,5                | Aalen, Stuttgart (Frauenkopf), Reutlingen (Scheibengipfel), Heilbronn (Weinsberg), Waldenburg |
| 32    | 562               | ARD Digital (SWR)  | - Das Erste HD - One HD - tagesschau24 HD - phoenix HD - arte HD                                   | 50          | ND                                          | H                                           | 64-QAM                 | 3/5 | 19/256           | 24,5                | Aalen, Stuttgart (Frauenkopf), Reutlingen (Scheibengipfel), Heilbronn (Weinsberg), Waldenburg |

### Analoges Fernsehen
Bis zur Umstellung auf DVB-T wurden folgende Programme in analogem PAL gesendet:
| Kanal | Frequenz (MHz) | Programm        | ERP (kW) | Sendediagramm rund (ND)/ gerichtet (D) | Polarisation horizontal (H)/ vertikal (V) |
| ----- | -------------- | --------------- | -------- | -------------------------------------- | ----------------------------------------- |
| 8     | 196,25         | Das Erste (SWR) | 50       | D                                      | V                                         |

## Amateurfunk
Auf dem Fernsehturm befinden sich auch Amateurfunk-Relais und -Digipeater mit dem Rufzeichen DB0FAA, die von der Amateurfunkgruppe der Hochschule Aalen betrieben werden.

## Bilder

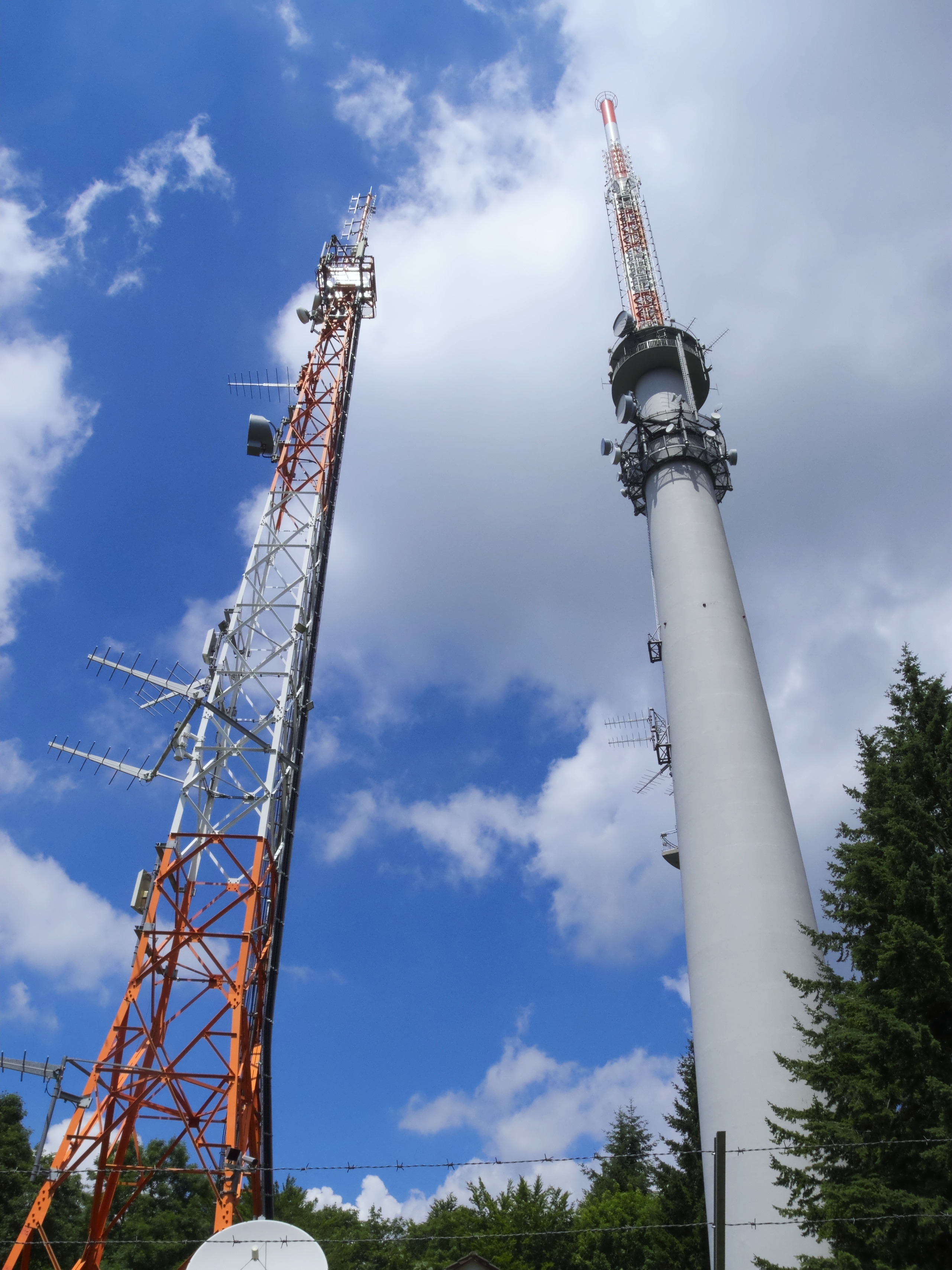
Beide Türme des Senders
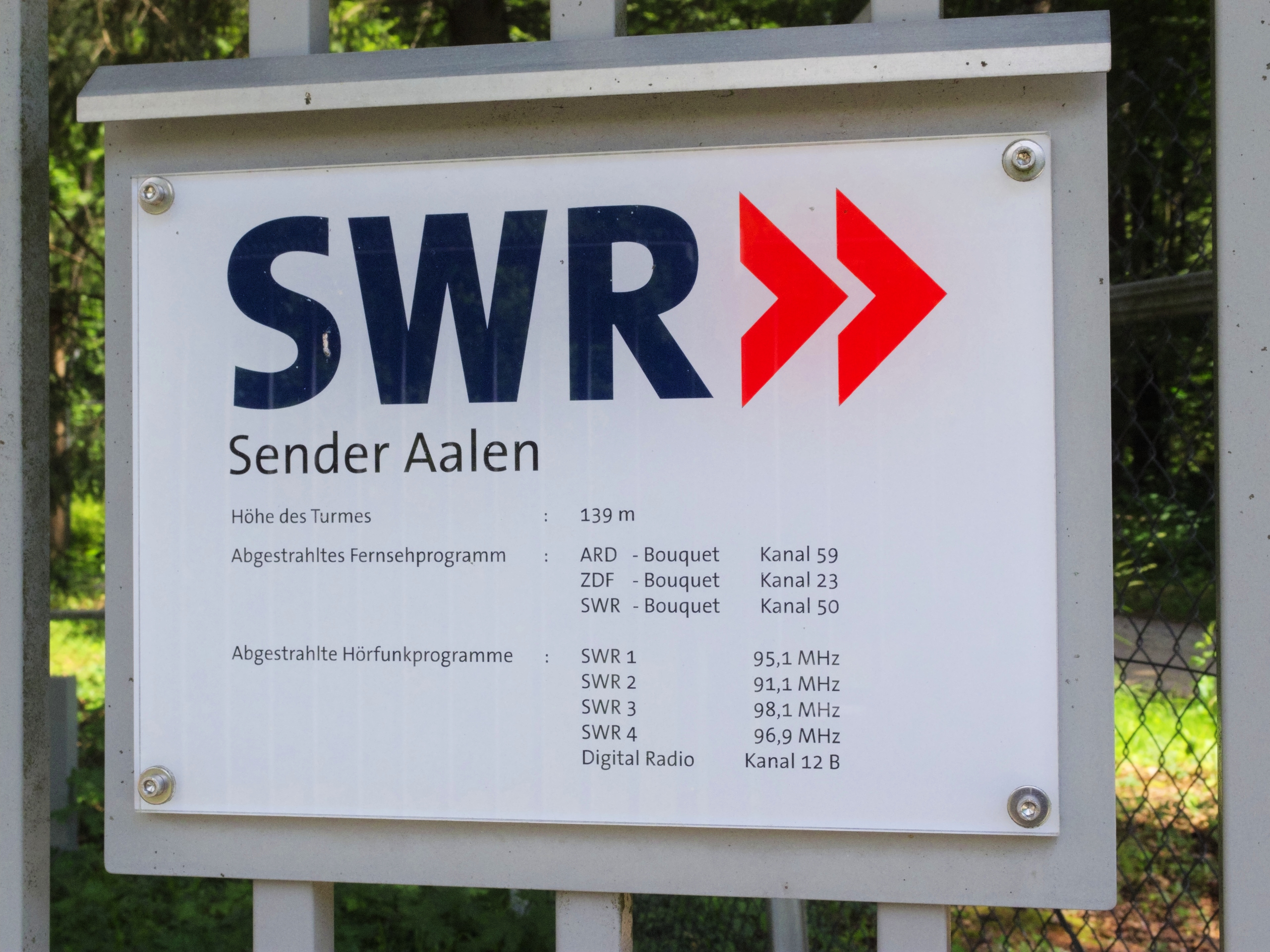
Infotafel am Eingang